# Campeonato Mundial de Triatlón de 1992
El IV Campeonato Mundial de Triatlón se celebró en Huntsville (Ontario, Canadá) el 12 de septiembre de 1992 bajo la organización de la Unión Internacional de Triatlón (ITU) y la Unión Estadounidense de Triatlón.

## Resultados
| Evento    | Oro                       | Plata                           | Bronce                        |
| --------- | ------------------------- | ------------------------------- | ----------------------------- |
| Masculino | Simon Lessing Reino Unido | Rainer Müller-Hörner · Alemania | Robert Barel · Países Bajos   |
| Femenino  | Michellie Jones Australia | Joanne Ritchie · Canadá         | Melissa Mantak Estados Unidos |

### Masculino
| Puesto            | Triatleta            | País         |       |       |       | Final   |
| ----------------- | -------------------- | ------------ | ----- | ----- | ----- | ------- |
| Medalla de oro    | Simon Lessing        | Reino Unido  | 17:31 | 59:40 | 31:53 | 1:49:04 |
| Medalla de plata  | Rainer Müller-Hörner | Alemania     | 18:53 | 58:20 | 32:16 | 1:49:29 |
| Medalla de bronce | Rob Barel            | Países Bajos | 18:03 | 59:04 | 32:36 | 1:49:43 |

### Femenino
| Puesto            | Triatleta       | País           |       |         |       | Final   |
| ----------------- | --------------- | -------------- | ----- | ------- | ----- | ------- |
| Medalla de oro    | Michellie Jones | Australia      | 20:02 | 1:05:27 | 36:39 | 2:02:08 |
| Medalla de plata  | Joanne Ritchie  | Canadá         | 19:46 | 1:06:13 | 37:23 | 2:03:22 |
| Medalla de bronce | Melissa Mantak  | Estados Unidos | 21:09 | 1:07:06 | 36:12 | 2:04:27 |

## Medallero
| Núm. | País           | Oro | Plata | Bronce | Total |
| ---- | -------------- | --- | ----- | ------ | ----- |
| 1    | Australia      | 1   | 0     | 0      | 1     |
| 1    | Reino Unido    | 1   | 0     | 0      | 1     |
| 3    | Alemania       | 0   | 1     | 0      | 1     |
| 3    | Canadá         | 0   | 1     | 0      | 1     |
| 5    | Estados Unidos | 0   | 0     | 1      | 1     |
| 5    | Países Bajos   | 0   | 0     | 1      | 1     |
|      | TOTAL          | 2   | 2     | 2      | 6     |